# Mussismilia

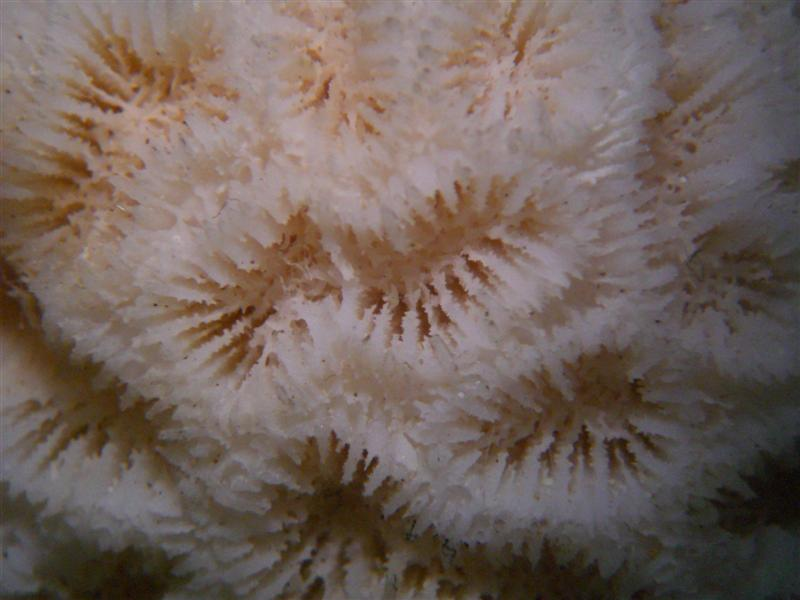
Coralitos de Mussismilia

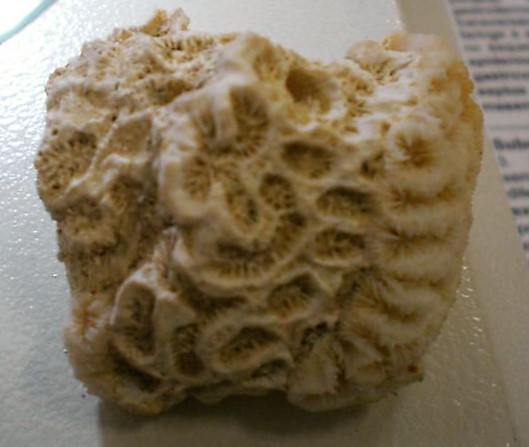
Corallum, o esqueleto colonial, de Mussismilia

Mussismilia es un género de corales de la familia Mussidae. Pertenece al grupo de los corales hermatípicos, del orden Scleractinia. 

## Especies
El Registro Mundial de Especies Marinas reconoce tres especies en el género, siendo valoradas por la Lista Roja de Especies Amenazadas:
- Mussismilia braziliensis. (Verrill, 1868) Estado: Datos deficientes.[2]
- Mussismilia harttii. (Verrill, 1868) Estado: Datos deficientes.[3]
- Mussismilia hispida (Verrill, 1901) Estado: Datos deficientes.[4]

## Morfología
Los corales Mussismilia forman colonias masivas de tipo cerioide, en el cual las copas de los coralitos, o esqueletos individuales de cada pólipo, son generalmente poligonales y se encuentran íntimamente unidas por sus paredes, conformando colonias, tanto horizontales, como esféricas. Salvo M. harttii, que es de tipo faceloide, cuyo esqueleto colonial tiene ramas paralelas, que forman masas compactas. Los tamaños de las colonias oscilan entre menos de 0,5 m, en el caso de M. hispida, hasta más de un metro, en M. harttii y M. braziliensis.
Los coralitos son de formas y tamaños irregulares, generalmente redondeados, miden entre 8 y 20 mm de diámetro, y sus septos tienen denticiones redondeadas.
Los pólipos extienden sus tentáculos, que presentan unas células urticantes denominadas nematocistos, empleadas en la caza de presas de plancton.
La gama de colores abarca el verde, gris, azul grisáceo, marróno o amarillo. En el caso de M. hispida, el color del disco oral suele ser contrastante con la tonalidad del resto del pólipo.

## Hábitat y distribución
Viven en zonas cercanas a las costas. Ocurren en diferentes hábitats de arrecifes de coral, en aguas turbias y de poca profundidad.
Se reportan localizaciones entre 1 y 125 m de profundidad, y en un rango de temperatura entre 22.75 y 26.47 °C.
Se distribuyen en el océano Atlántico occidental, tan sólo en Brasil, desde Fortaleza hasta Sao Paulo, a lo largo de la costa del estado de Bahía y en las Abrojos, donde son uno de los principales constructores de arrecifes.

## Alimentación
Contienen algas simbióticas llamadas zooxantelas. Las algas realizan la fotosíntesis produciendo oxígeno y azúcares, que son aprovechados por los pólipos, y se alimentan de los catabolitos del coral (especialmente fósforo y nitrógeno). Esto les proporciona entre el 75 y el 95% de sus necesidades alimenticias. El resto lo obtienen atrapando plancton y materia orgánica disuelta en el agua.

## Reproducción
Se reproducen asexualmente mediante gemación, y sexualmente, lanzando al exterior sus células sexuales. En este tipo de reproducción, la mayoría de los corales liberan óvulos y espermatozoides al agua, siendo por tanto la fecundación externa. Mussismilia es hermafrodita, conteniendo los pólipos , tanto células sexuales masculinas, como femeninas, que son lanzadas sincronizadamente por todos los pólipos de la colonia, a la columna de agua, donde son fertilizadas. Los huevos una vez en el exterior, permanecen a la deriva arrastrados por las corrientes varios días, más tarde se forma una larva plánula que cae al fondo, se adhiere a él y se transforma en pólipo, comenzando su vida sésil y secretando carbonato cálcico para conformar un esqueleto, o coralito. Posteriormente, el pólipo se reproduce por gemación, dando origen a la colonia coralina. 